# Medal of Honor: Frontline
Medal of Honor: Frontline — компьютерная игра в жанре шутера от первого лица. Является четвёртой по счёту игрой из серии Medal of Honor, разработана была студией EA Los Angeles и издана компанией EA Games. Игрок берёт под свой контроль лейтенанта американского OSS Джимми Паттерсона. Действие в Frontline происходит, как и в первой игре, во время Второй мировой войны. Совершая путешествие по всей Европе, Паттерсон борется с нацистской Германией. Североамериканский релиз Frontline состоялся для PlayStation 2 29 мая 2002 года, а также для консолей Xbox и GameCube 7 ноября 2002 года.
В 2010 году состоялся выход переиздания игры в высоком разрешении для консоли PlayStation 3. Изначально игра распространялась вместе с ограниченным изданием Medal of Honor (2010), однако чуть позже стала продаваться отдельно в PlayStation Network.

## Игровой процесс
Frontline представляет собой шутер от первого лица, где игрок берёт под свой контроль солдата времён Второй Мировой Войны, который сражается против Вермахта, используя реальное оружие того времени, а также выполняет ряд специальных военных операций. Перед стартом каждой миссии игрок проходит брифинг, в ходе каждого из которых ему объясняют сюжет и знакомят с новыми персонажами. Каждая миссия состоит из некоторого числа линейных уровней, каждый из которых представляет собой уникальную локацию, требующую особого подхода от игрока. Персонаж игрока начинает свой путь с момента высадки в Нормандии, окружённый контролируемыми искусственным интеллектом дружественными солдатами и вынужденный прорываться сквозь укрепления противника в быстром темпе и постоянно отстреливаясь. Впрочем, с развитием истории, игрок будет участвовать во многих тайных операциях, среди которых будет даже проникновение под прикрытием. Всё это будет происходить на захваченных нацистской Германией территориях, таких как города, сёла, поместья и верфи. Задачи игрока также постоянно разнятся по ходу прохождения, обычно они требуют от него такие действия как проникновение, шпионаж, спасение или разведка. Из-за различий в миссиях и локациях геймплей также постоянно меняется. Многие миссии ставят во главе угла экшен-составляющую, однако есть и те, где делается упор на скрытность и разведку. Большинство заданий выполняются в одиночку, однако есть и те, где игроку помогают союзные бойцы. Здоровье персонажа ограничено определённым числом очков и отображается отдельным индикатором, восполнить его можно путём подбора аптечек, которые раскиданы по уровням.
В ходе выполнения заданий игрок может заслужить медаль. В конце каждого уровня подводится статистика, а за выполнение целей, убийство врагов и сохранение своего здоровья в пределах нормы игрок награждается рейтингом: бронзовой, серебряной, либо золотой звездой.

## Сюжет
Сюжет начинается с лейтенанта Джимми Паттерсона, который принимает участие штурма Омаха-Бич в рамках операции «Оверлорд» (считается, что эта миссия была взята из фильма Спасти рядового Райана), после штурма ОСС отправляет его уничтожить немецкую подводную лодку U-4902. После выполнения спецоперации OСС обнаруживает, что нацисты строят секретное оружие, но связь с Голландским Сопротивлением отсутствует. В результате Паттерсон присоединяется к 82-й воздушно-десантной дивизии во время операции «Маркет-Гарден», чтобы найти агента Геррита и получить важную информации. Получив важную информацию, OСС узнаёт, что секретное оружие — это высокотехнологичный реактивный самолёт под названием HO-IX. Паттерсон приступает к уничтожению самолёта, однако по пути он должен пересечь мост Неймегена, обезвредить взрывчатку и отправить снабжение в 1-ю британскую воздушно-десантную дивизию, обороняющуюся в Арнеме. OСС выслеживает человека, ответственного за строительство истребителя («Гауптштурмфюрер СС по имени Рудольф Ульбрихт фон Штурмгейст»). Паттерсон отправляется в Эммерих, чтобы отследить Штурмгейста, проникает в его личном поезд. Но Паттерсон не смог поймать его, прежде чем он смог убежать. Несмотря на то, что охота за Штурмгейста была бесплодной, Паттерсон смог проникнуть в секретный аэродром за пределами Готхы, где находится реактивный самолёт, уничтожает производство секретного оружия, убивает Штурмгейста и улетает с помощью HO-IX.

## Разработка
При разработке игры, EA Los Angeles решили сделать ремейк одного из уровней Allied Assault, который в итоге стал вступительным уровнем во Frontline. Однако в качестве главного героя в нём выступает Джимми Паттерсон, при том, что в прошлой игре там был другой персонаж. Это было сделано нарочно, чтобы не путать игрока сменой главных героев во время повествования.

## Саундтрек
| Оценки критиков   | Оценки критиков |
| Источник          | Оценка          |
| ----------------- | --------------- |
| Game Music Online | 10/10           |

Medal of Honor: Frontline Original Soundtrack Recording — это альбом музыкального сопровождения для одноимённой игры. Музыку сочинил знаменитый американский композитор Майкл Джаккино весной 2001 года. Саундтрек был исполнен оркестром Northwest Simfonia и записан Стивом Смитом в Часовне Бастыр, неподалёку от Сиэтла. Запись музыки проводилась в период между 11 и 15 июня 2001 года. На момент выхода этот саундтрек, с его более чем 70 минутами продолжительности, 80-инструментальным оркестром, а также с полноценным хором, считался наиболее амбициозным в истории серии Medal of Honor.
В отличие от релизов саундтрека к Medal of Honor и Medal of Honor: Underground, CD-альбом с музыкой из Frontline распространялся не с помощью Amazon, а через онлайн-магазин EA Games. Цифровой релиз альбома состоялся в 2005 году, через три года после выхода игры.

### Список композиций
Весь текст сочинён Скоттом Лангто; вся музыка написана Майклом Джаккино.
| №                   | Название                     | Длительность |
| ------------------- | ---------------------------- | ------------ |
| 1.                  | «Operation Market Garden»    | 5:32         |
| 2.                  | «Border Town»                | 3:36         |
| 3.                  | «U-4902»                     | 4:44         |
| 4.                  | «Shipyards Of Lorient»       | 3:12         |
| 5.                  | «After The Drop»             | 5:37         |
| 6.                  | «Klevburg»                   | 3:32         |
| 7.                  | «Manor House Rally»          | 3:48         |
| 8.                  | «The Halftrack Chase»        | 3:40         |
| 9.                  | «Nijmegen Bridge»            | 3:21         |
| 10.                 | «The Rowhouses»              | 4:40         |
| 11.                 | «Arnhem»                     | 5:51         |
| 12.                 | «Emmerich Station»           | 3:02         |
| 13.                 | «Thuringer Wald Express»     | 2:51         |
| 14.                 | «Sturmgeist's Armored Train» | 3:54         |
| 15.                 | «Approaching The Tarmac»     | 3:47         |
| 16.                 | «Clipping Their Wings»       | 3:27         |
| 17.                 | «Escaping Gotha»             | 7:17         |
| 18.                 | «The Songless Nightingale»   | 2:45         |
| 19.                 | «Pub Songs»                  | 4:29         |
| Общая длительность: | Общая длительность:          | 79:05        |

## Рецензии и награды
| Сводный рейтинг         | Сводный рейтинг | Сводный рейтинг | Сводный рейтинг |
| Издание                 | Оценка          | Оценка          | Оценка          |
| Издание                 | GC              | PS2             | Xbox            |
| ----------------------- | --------------- | --------------- | --------------- |
| GameRankings            | 78,58 %         | 86,67 %         | 78,59 %         |
| Metacritic              | 80/100          | 88/100          | 81/100          |
| Иноязычные издания      |                 |                 |                 |
| Издание                 | Оценка          | Оценка          | Оценка          |
| Издание                 | GC              | PS2             | Xbox            |
| AllGame                 | [ 13 ]          | [ 14 ]          | [ 15 ]          |
| Edge                    |                 | 5/10            |                 |
| EGM                     | 7/10            | 8,33/10         | 7,67/10         |
| Eurogamer               |                 | 10/10           | 8/10            |
| Game Informer           | 8,75/10         | 9/10            | 8,75/10         |
| GamePro                 | [ 24 ]          | [ 25 ]          | [ 26 ]          |
| GameRevolution          |                 | B+              |                 |
| GameSpot                | 8,4/10          | 9/10            | 8,5/10          |
| GameSpy                 | [ 31 ]          | [ 32 ]          | [ 33 ]          |
| GameZone                | 8,5/10          | 9,6/10          | 9,2/10          |
| IGN                     | 7,9/10          | 8/10            | 7,9/10          |
| Nintendo Power          | 4,3/5           |                 |                 |
| OPM                     |                 | [ 40 ]          |                 |
| OXM                     |                 |                 | 9/10            |
| The Cincinnati Enquirer |                 | [ 41 ]          |                 |
| Playboy                 |                 | 90 %            |                 |

К июлю 2006 года версия игры для PlayStation 2 продалась 2,5 миллионов раз, что принесло 95 миллионов долларов прибыли в Соединённых Штатах, не считая другие страны. Журнал Next Generation поставил игру на восьмое место в рейтинге наиболее продаваемых игр, которые выходили на PlayStation 2, Xbox или GameCube в период между январём 2000 и июлем 2006 года в США. Также известно, что в Великобритании продажи составили более чем 600 000 копий.
Игра была очень тепло принята критиками, что хорошо видно по её рейтингу на Metacritic.

## Переиздание
На выставке Е3 2010 было анонсировано переиздание игры в высоком разрешении. Обновлённая Frontline распространялась на платформе PlayStation 3 вместе с Medal of Honor (2010), она включала в себя обновлённые геймплейные особенности, поддержку трофеев и переработанную графику в высоком разрешении. У игрока имеется возможность играть с классическими настройками управления, либо с адаптированными под современные стандарты. С августа 2011 года Frontline можно купить отдельно в PlayStation Network.